# Корибант
Корибант (или Кирбант, др.-греч. Κορύβας) — персонаж древнегреческой мифологии, связан с корибантами. Сын Иасиона и Кибелы. Его жена — Фива, дочь Килика. Отец Иды. По некоторым, отец Аполлона второго.
По его имени назван род растений семейства Орхидные — Corybas.